# .mc
.mc је највиши Интернет домен државних кодова (ccTLD) за Монако.